# SA1b (Inschrift)
SA1b ist die Bezeichnung einer Inschrift auf einem Siegel (S) von Artaxerxes I. (A1). Sie wurde von der Wissenschaft mit einem Index (b) versehen. Die Inschrift liegt in altpersischer Sprache vor und wurde in Daskyleion gefunden.

## Inhalt
„Ich (bin) Artaxerxes, der König.“

## Beschreibung
Die Inschrift SA1b befindet sich auf einem einzigen Fragment mit der wissenschaftlichen Objektnummer Erg. 335 (Katalognummer DS 4.6). Es ist 2,89 cm hoch, 1,2 cm breit und hat eine Dicke von 0,7 cm. Das Fragment stellt den oberen mittleren Teil des Abdrucks dar. Das Feuer, das die Farbe des Tons geschwärzt hat, hat die Details des restlichen Teils des Bildes verdeckt. Die Rückseite trägt die Abdrücke von Papyrus. Auf dem Fragment sind die schwachen Umrisse des Kopfes und der Hände der thronenden Figur erhalten. Der kleine Teil der keilförmigen Inschrift ist in schlechtem Erhaltungszustand. Das Fragment befindet sich im Archäologischen Museum in Bandirma in der Türkei.
Die Inschrift SA1b könnte identisch mit der Inschrift SA1a sein. Es ist aber wahrscheinlicher, dass es sich um eine Kopie handelt, da die Form, das Arrangement und die Proportionen der Inschrift leicht von SA1a abweichen.